# Pleustes platypa
Pleustes platypa är en kräftdjursart som beskrevs av J. L. Barnard och Given 1960. Pleustes platypa ingår i släktet Pleustes och familjen Pleustidae. Inga underarter finns listade i Catalogue of Life.